# Membrancofaktorprotein
Das Membrancofaktorprotein (synonym CD46) ist ein Oberflächenprotein.

## Eigenschaften
CD46 wird von allen Zelltypen außer Erythrozyten gebildet. Es ist ein Cofaktor für Komplementfaktor I im Komplementsystem. CD46 ist an der Entwicklung von T-Zellen zu Treg1 beteiligt. Es ist glykosyliert und phosphoryliert. CD46 ist der zelluläre Rezeptor für Adenoviren der Untergruppe B2 und Ad3, für das Masernvirus und humanes Herpesvirus 6. Vermutlich ist es auch ein Rezeptor für den Zelleintritt von Neisserien und Streptococcus pyogenes. Beim komplementvermittelten aHUS ist CD46 mutiert.